# Costituzione della Repubblica Islamica dell'Afghanistan
La Costituzione dell'Afghanistan, ufficialmente Costituzione della Repubblica Islamica dell'Afghanistan (in dari:قانون اساسی جمهوری اسلامی افغانستان) è la legge suprema dello Stato dell'Afghanistan che funge da dottrina tra il governo afghano e i cittadini afghani. Anche se l'Afghanistan è stato costituito Stato nazionale (come Impero Durrani) nel 1747 da Ahmad Shah Durrani, la prima costituzione afghana fu scritta durante il regno dell'emiro Abdur Rahman Khan nel 1890 seguita dalla versione del 1923. La Costituzione dell'Afghanistan del 1964 ha trasformato l'Afghanistan in una democrazia moderna.
L'attuale Costituzione afghana è stata approvata dal tramite metodo del consenso nel gennaio 2004 dopo la loya jirga del 2003. La Costituzione è composta da 162 articoli ed è stata ufficialmente firmata da Hamid Karzai il 26 gennaio 2004. Si è sviluppata a partire dalla Commissione per la costituzione afghana, incaricata dall'accordo di Bonn. La costituzione prevede un Presidente eletto e un'Assemblea nazionale. Il governo transitorio del presidente ad interim Hamid Karzai è stato istituito dopo la loya jirga del giugno 2002. Le prime elezioni presidenziali dopo l'entrata in vigore della nuova costituzione si sono svolte nell'ottobre 2004 e Karzai è stato eletto per un mandato quinquennale. Le prime elezioni parlamentari in Afghanistan del 2005 sono state rinviate al settembre 2005.
Secondo il Democracy Index 2020 l'Afghanistan si posiziona 141ª su 167 paesi analizzati per quanto riguarda il suo indice democratico con un punteggio totale di 2.85 su 10,00. Il punteggio è migliorato rispetto al 2016, quando era 2,55.

## Eleggibilità del Presidente
L'articolo 62 della Costituzione dell'Afghanistan del 2004 stabilisce che un candidato alla carica di Presidente deve:
- essere un cittadino musulmano afghano, nato da genitori afghani;
- non essere cittadino di un altro paese;
- avere almeno quarant'anni;
- non essere stato condannato per crimini contro l'umanità o per un atto criminale o privato dei diritti civili in tribunale;
- non avere precedentemente servito più di due mandati come Presidente.

## Potere legislativo
L'Assemblea nazionale dell'Afghanistan è composta da due camere: la Camera del popolo (Wolesi Jirga) e la Camera degli Anziani (Meshrano Jirga).
La Camera del popolo, la camera più potente, è composta da un minimo di 220 a un massimo di 250 delegati eletti direttamente attraverso un sistema di voto singolo non trasferibile. I membri sono eletti su base provinciale e restano in carica per cinque anni. Almeno 64 delegati devono essere donne; e tra i loro pari sono stati eletti anche dieci nomadi Kuchi. La Camera del popolo ha come compito primario quello di redigere e ratificare le leggi e di approvare le azioni del presidente e ha un notevole potere di veto sulle nomine e le politiche degli alti funzionari.
La Camera degli Anziani sarà composto da un numero imprecisato di autorità locali ed esperti nominati dai consigli provinciali, dai consigli distrettuali e dal Presidente, che dovrà nominare per metà donne. Il Presidente nomina anche due rappresentanti dei portatori di handicap fisici. La Camera del popolo approva le leggi, i bilanci e i trattati che devono essere successivamente approvati dalla Camera degli Anziani.

## Ramo giudiziario e sistema giudiziario
La Corte suprema del paese è la Stera Mahkama. I suoi membri sono nominati dal presidente per 10 anni. Ci sono anche le Corti Superiori, le Corti d'Appello e i tribunali locali e distrettuali. I giudici idonei possono avere una formazione in giurisprudenza islamica o diritto laico. I tribunali sono autorizzati ad utilizzare la giurisprudenza Hanafi in situazioni in cui la Costituzione è carente di disposizioni.

## Gabinetto
L'attuale gabinetto era composto dal presidente, dai suoi due vicepresidenti e da 25 ministri. I ministri sono nominati dal presidente, ma necessitano dell'approvazione della Camera del popolo.

## Province e distretti
La costituzione divide l'Afghanistan in 34 province. Ogni provincia è governata da un consiglio provinciale con membri eletti per quattro anni. I governatori provinciali sono nominati dal presidente. Le province sono divise in distretti, che contengono villaggi e città. Ogni villaggio e città avrà un consiglio, con membri in carica per tre anni.

## Religione
La Costituzione descrive l'Islam come la sua legge sacra e la fede più comunemente praticata in tutto il vasto paese dell'Afghanistan. I seguaci di altre religioni sono "liberi di esercitare la loro fede e celebrare i loro riti religiosi" entro i limiti della legge. Non si parla di libertà di pensiero, e apostasia dall'Islam è punibile con la morte.

## Diritti civili e umani
Ai cittadini è garantito il diritto alla vita e alla libertà, alla privacy, all'assemblea pacifica, la libertà dalla tortura e alla libertà di espressione e di parola. Se accusati di un reato, i cittadini hanno il diritto di essere informati delle accuse, di essere rappresentati da un avvocato e alla presunzione d'innocenza. L'articolo 34 recita: "La libertà di espressione è inviolabile.  Ogni afghano ha il diritto di esprimere il proprio pensiero attraverso la parola, la scrittura, le illustrazioni e altri mezzi, in conformità alle disposizioni della presente costituzione.  Ogni afghano ha il diritto, secondo le disposizioni di legge, di stampare e pubblicare su argomenti senza previa sottomissione alle autorità statali.  Le direttive relative alla stampa, alla radio, alla televisione, alle pubblicazioni e ad altri mezzi di comunicazione di massa sono regolate dalla legge". Sono previste disposizioni per garantire l'istruzione e l'assistenza sanitaria gratuita per tutti i cittadini.

## Lingue
L'articolo 16 della costituzione stabilisce che "tra pashtu, dari, uzbeco, turkmeno, beluci, Pashai, lingue nuristani e altre lingue correnti nel paese, pashtu e dari sono le lingue ufficiali dello Stato." Inoltre, altre lingue sono considerate "la terza lingua ufficiale" nelle zone in cui sono parlate dalla maggioranza. L'articolo 20 stabilisce che l'inno nazionale afghano "sarà in pashtu con la menzione di "Dio è grande" e i nomi delle tribù dell'Afghanistan". La costituzione mira a "promuovere e sviluppare tutte le lingue dell'Afghanistan" (Articolo 16).

## Controversie
Le disposizioni costituzionali sulla religione hanno provocato una disputa internazionale nel 2006 quando l'afghano di nascita Abdul Rahman, convertitosi dall'Islam al cristianesimo fuori dall'Afghanistan, è stato a rischio di pena capitale per apostasia. Rahman è stato liberato a seguito della pressione internazionale in base alla tesi che fosse pazzo e che il caso contro di lui avesse "lacune investigative". In seguito ha trovato asilo in Italia. La Costituzione non è stata modificata a seguito di ciò.